# Моляков, Алексей Алексеевич
Алексей Алексеевич Моляков (род. 1939) — сотрудник советских и российских органов государственной безопасности, генерал-полковник.

## Биография
Алексей Алексеевич Моляков родился 4 октября 1939 года в деревне Буньково (ныне — Краснохолмский район Тверской области). После окончания школы поступил на учёбу в Рыбинское техническое училище № 3. Окончив его, жил в городе Красный Холм, трудился механиком-электриком строительного участка. В 1958—1960 годах проходил службу в Советской Армии, в частях противовоздушной обороны.
В сентябре 1960 года поступил на службу в органы Комитета государственной безопасности при Совете Министров СССР. В 1962 году окончил курсы переводчиков при Высшей школе КГБ СССР, после чего был направлен для прохождения дальнейшей службы в подразделения военной контрразведки. Был переводчиком, оперуполномоченным в Особом отделе КГБ по 94-й мотострелковой дивизии, дислоцировавшейся в Германской Демократической Республике. В 1970 году окончил Высшую школу КГБ СССР, после чего служил в Третьем главном управлении КГБ СССР в качестве оперуполномоченного, старшего оперуполномоченного в подразделении, занимавшемся контрразведывательным обеспечением работы Главного разведывательного управления Генштаба Вооружённых Сил СССР.
С января 1984 года занимал должность начальника 1-го отдела Третьего главного управления КГБ. Вверенное ему подразделение занималось контрразведывательным обеспечением работы Министерства обороны СССР и в частности ГРУ ГШ ВС СССР. В декабре 1988 года возглавил Особый отдел КГБ СССР по Московскому военному округу. Когда распался Советский Союз, Моляков первое время продолжал занимать должность начальника отдела военной контрразведки Министерства безопасности Российской Федерации по Московскому военному округу.
В январе 1992 года был назначен начальником Управления военной контрразведки Министерства безопасности Российской Федерации, а когда ведомство было преобразовано в Федеральную службу безопасности Российской Федерации, стал начальником её Департамента контрразведки. 31 октября 1997 года был назначен начальником Управления военных инспекторов Государственной военной инспекции Президента Российской Федерации, а с мая 1998 года одновременно был заместителем директора ФСБ и заместителем секретаря Совета безопасности России. Уйдя в отставку, был председателем правления Благотворительного фонда поддержки военнослужащих и гражданского персонала Вооружённых Сил Российской Федерации, других войск и воинских формирований, специальных служб и правоохранительных органов «Национальный военный фонд».
Награждён орденами Красного Знамени, «За военные заслуги», Дружбы, рядом медалей.